# Bitka pri Stono Ferry
Bitka pri Stono Ferry je bila bitka ameriške revolucionarne vojne, ki se je odvijala 20. junija 1779 blizu Charlestona v Južni Karolini. Zadnja straža britanske ekspedicije, ki se je umikala po neuspelem poskusu zavzetja Charlestona, je zadržala napad slabo usposobljenih milic pod poveljstvom ameriškega generala Benjamina Lincolna.

## Ozadje
Prva akcija v britanski kampanji za ponovno pridobitev nadzora nad upornimi južnimi kolonijami je bil poskus admirala Petra Parkerja in generala Henryja Clintona, da bi junija 1776 zavzela Charles Town (zdaj Charleston) v provinci Južna Karolina. Nenačrtovan napad je bil preprečen z neuspehom pri zavzetju utrdbe na otoku Sullivan.
Decembra 1778 pa je bil zavzet Savannah in Charleston je bil ponovno izpostavljen nevarnosti. Takrat je bil to sedež južnega poveljstva kontinentalne vojske pod generalom Benjaminom Lincolnom. Britanska garnizija v Savannahu je bila približno enake velikosti kot njegova. V prvih mesecih leta 1779 je Lincoln prejel okrepitve od lokalne milice ter milice iz Severne Karoline in Georgie. Iz baze v Purrysburgu v Južni Karolini je Lincoln te sile usmeril k nadzoru ključnih točk na reki Savannah med obalo in Augusto v Georgii, ki je padla v britanske roke konec januarja. Ta krepitev sil je Britance spodbudila, da so umaknili svoje sile iz Auguste nazaj v Ebenezer v Georgii, čez reko od Purrysburga. Med temi manevri je bila lojalistična sila poražena v bitki pri Kettle Creeku, sila milice Severne Karoline pa je bila poražena v bitki pri Brier Creeku.
Do sredine aprila se je Lincoln počutil dovolj močnega, da se je z vso silo premaknil z namenom, da bi zategnil obroč okoli Savannaha in Britance odrezal od lokalnih virov. 23. aprila je odkorakal iz Purrysburga proti Augusti. Lincoln očitno ni vedel, da je bila britanska oskrbovalna situacija precej obupna, deloma zato, ker so bile ameriške zasebnice uspešne pri zajetju britanskih oskrbovalnih ladij, namenjenih v Savannah in njihovem preusmerjanju. Njegovo gibanje proti Augusti je bogate dežele obalne Južne Karoline pustilo zaščitene z minimalno milico. Ko je britanski general Augustine Prevost izvedel za to gibanje, se je odločil za protinapad proti milicam v Purrysburgu in 29. aprila odkorakal z 2.500 možmi. Milica, približno 1.000 mož pod poveljstvom generala Williama Moultrieja, se je umaknila proti Charlestonu, namesto da bi se spopadla s Prevostom in Moultrie je poslal sporočila Lincolnu, ki ga je opozoril na britansko gibanje. Ko se je Moultrie umikal, so lokalni možje dezertirali iz njegove sile, da bi zaščitili svoje domove in plantaže. Prevost se je odločil zasledovati Moultrieja in ga zasledoval do vrat Charlestona.
10. maja so se čete obeh sil spopadle blizu Ashley Ferryja, približno 7 milj (11 km) od Charlestona. Dva dni kasneje je Prevost prestregel sporočilo, iz katerega je izvedel, da se Lincoln hitro vrača v Charleston in se je odločil za umik. Njegovo vojsko je upočasnilo jemanje zalog na poti, zato se je odločil pustiti zadnjo stražo pri Stono Ferryju, med otokom Johns in celino, večino svoje vojske pa je 16. junija z ladjo premestil v Savannah. Prevost je za poveljnika zadnje straže, ki je štela približno 900 mož, postavil podpolkovnika Johna Maitlanda. Na severni strani območja, ki je zdaj znano kot New Cut Church Flats, je bil vzpostavljen mostišče; to je bilo namenjeno pokrivanju Stono Ferryja. Zgrajeni so bili trije močni reduti,obkrožen z abatisom in zaseden z gorjani iz 71. pehotnega polka, Hessianci iz polka von Trumbach in četami lojalistov iz Severne in Južne Karoline.
Lincoln se je ob prihodu v Charleston odločil za napad na to postojanko. Čeprav je poveljeval pet do sedem tisoč možem, je za odpravo uspel zbrati le okoli 1.200 mož, predvsem iz slabo usposobljene lokalne milice. General Moultrie je vodil manjši sekundarni napor na vzhodu proti majhni skupini britanskih vojakov na Johnsovem otoku.
Lincoln je razporedil svoje čete po nočnem pohodu 8 km od Ashley Ferry, ki se nahaja v sedanjem kraju Drayton Hall. Takoj ob prihodu ob zori so se začeli prebijati skozi gosto gozdove. Američani so napredovali v dveh krilih; general Jethro Sumner je vodil svojo karolinsko milico na desni, nosil je dva topova, medtem ko je njihov desni bok pokrivala četa lahke pehote, ki ji je poveljeval François markiz de Malmady. Čete kontinentalna vojske, pod generalom Isaac Hugerha, so sestavljale levo krilo; v bitko so prinesle štiri topove. Z Hugerjem je bila skupina lahke pehote pod Johnom Hendersonom in prav te čete so malo pred sončnim vzhodom, prve stopile v stik s sovražnikom.

## Bitka
Bitka se je za Američane začela dobro. Britanske položaje so eno uro napadali z malim orožjem in topniškim ognjem, nato pa so napredovali do abatisov. Od gorjanov sta se dve četi upirali, dokler ni ostalo le 11 mož; hessenski bataljon se je končno zlomil. Tu je Maitland premaknil svoje sile v poskusu, da bi se zoperstavil večji grožnji, ki jo je predstavljalo Hugerjevo krilo. Hessenci so se zbrali in se vrnili v boj, rezerve pa so bile pripeljane čez most. Lincoln je izbral ta trenutek, da je ukazal umik.

## Posledice
Ameriške izgube v bitki so bile 34 mrtvih, 113 ranjenih in 155 pogrešanih. Med mrtvimi je bil Hugh Jackson, starejši brat bodočega predsednika Andrew Jacksona, ki ga je pokončala vročina in izčrpanost. Hugh je bil hudo ranjen. Britanske žrtve so bile 26 mrtvih, 93 ranjenih in 1 pogrešan.
Maitland se je skoraj teden dni pred bitko odločil umakniti z mesta, vendar je njegovo gibanje zamujalo zaradi pomanjkanja vodnega prevoza. Končno se je 23. junija začel premikati proti Beaufortu, južna Karolina čeprav z malo spodbude Lincolnovega napada.
Mesto bitke je še danes vidno, na koncu South Carolina Route 318 blizu Rantowlesa.